# Wleń (gmina)
Wleń – gmina miejsko-wiejska w województwie dolnośląskim, w powiecie lwóweckim. W latach 1975–1998 gmina położona była w województwie jeleniogórskim.
Siedziba gminy to Wleń.
Według danych z 30 czerwca 2004 gminę zamieszkiwało 4647 osób. Natomiast według danych z 30 czerwca 2020 roku gminę zamieszkiwało 4237 osób.

## Struktura powierzchni
Według danych z roku 2002 gmina Wleń ma obszar 86 km², w tym:
- użytki rolne: 55%
- użytki leśne: 39%

Gmina stanowi 12,11% powierzchni powiatu.

## Demografia

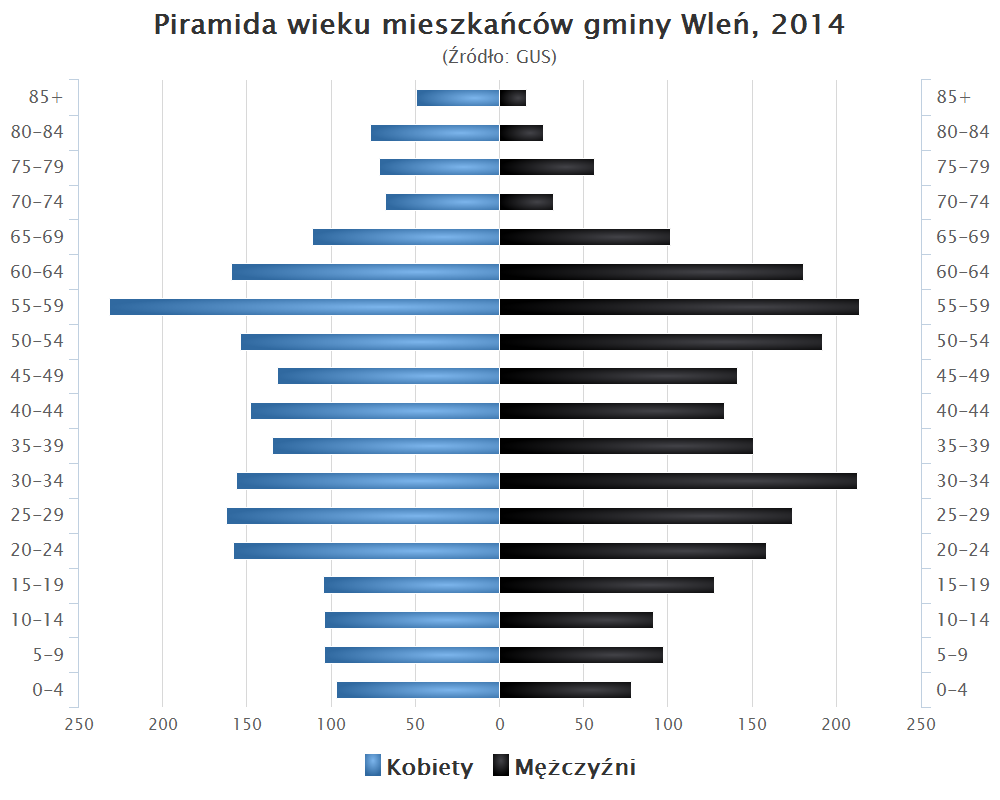
Piramida wieku mieszkańców gminy Wleń w 2014 roku

Dane z 30 czerwca 2004:
| Opis                              | Ogółem | Ogółem | Kobiety | Kobiety | Mężczyźni | Mężczyźni |
| --------------------------------- | ------ | ------ | ------- | ------- | --------- | --------- |
| jednostka                         | osób   | %      | osób    | %       | osób      | %         |
| populacja                         | 4647   | 100    | 2334    | 50,2    | 2313      | 49,8      |
| gęstość zaludnienia (mieszk./km²) | 54     | 54     | 27,1    | 27,1    | 26,9      | 26,9      |

## Ochrona przyrody
Na obszarze gminy znajduje się rezerwat przyrody Góra Zamkowa chroniący zespół grądów z szeregiem cennych gatunków roślin oraz zabytków kultury materialnej. Dużą część obszaru gminy obejmuje Park Krajobrazowy Doliny Bobru, a niemal cała gmina znajduje się na obszarze Natura 2000 Ostoja nad Bobrem. Niewielkie fragmenty tereny gminy położone przy jej granicach znajdują są w dwóch innych ostojach Natura 2000: Ostrzyca Proboszczowicka i Góra Wapienna. W gminie znajduje się również 6 pomników przyrody, w tym cis w Bystrzycy, drugie pod względem wieku drzewo tego gatunku w Polsce.

## Sołectwa
Bełczyna, Bystrzyca, Klecza, Łupki - (dawniej również Wleński Gródek), Modrzewie, Marczów, Nielestno, Pilchowice, Przeździedza, Radomice, Strzyżowiec, Tarczyn.

## Sąsiednie gminy
Jeżów Sudecki, Lubomierz, Lwówek Śląski, Pielgrzymka, Świerzawa